# Manching
Manching és un municipi de Baviera, Alemanya, dins del districte de Pfaffenhofen. Es troba a la riba del riu Paar, 7 km al sud-oest d'Ingolstadt. A finals de l'Edat del Ferro hi va haver un assentament celta, l'Oppidum de Manching. Té uns 11.000 habitants.
Compta amb l'Aeroport de Manching
El Barthelmarkt, és un conegut festival de la cervesa que hi té lloc al darrer cap de setmana d'agost de tots els anys.